# Rio Fonău
O Rio Fonău é um rio da Romênia, afluente do Valea Nouă, localizado no distrito de Bihor.